# Pou de gel de Solsona
El Pou de gel és una obra de Solsona protegida com a Bé Cultural d'Interès Local.

## Descripció
El pou de glaç de Solsona es troba a l'entrada de la ciutat pel Portal del Pont. Estaria format per la poua, d'uns 9,40 metres de profunditat, i dos passadissos adjacent en forma de L sota la superfície.

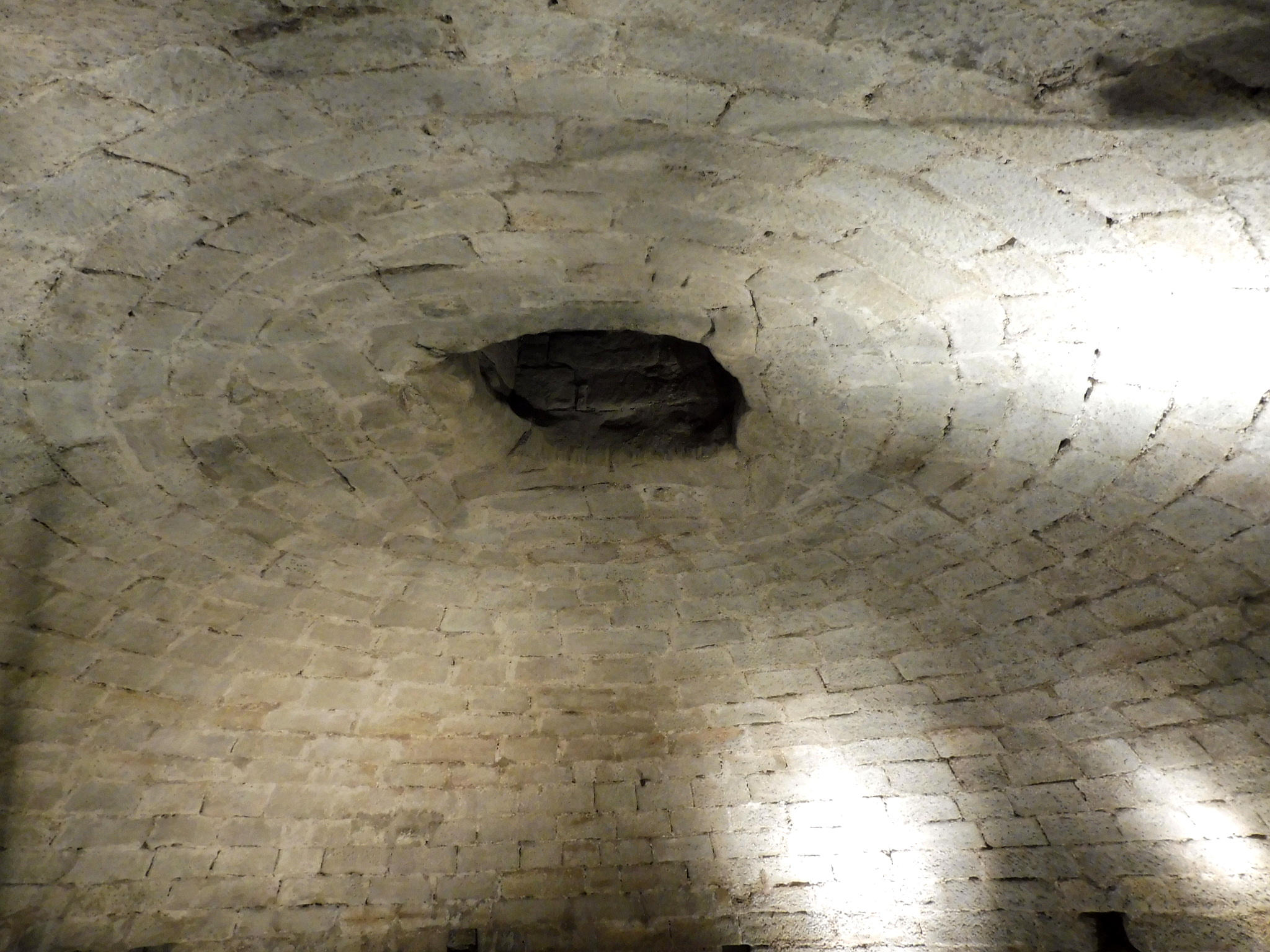
Cúpula interior

 El pou està cobert per una cúpula de carreus ben treballats i un brocal a la part superior. al fons del pou aparegueren un seguit de d'estructures de canalització amb encaixos per a les bigues i les restes dels canalons per evacuar les aigües.

## Història
Es desconeix la data de construcció del pou de glaç però apareix documentat entre 1757 i 1791 en una sèrie de contractes d'arrendament, tant del pou com d'altres serveis de la ciutat com la comercialització de l'oli, del molí o de l'hostal. A banda d'això, a l'Arxiu Diocesà es conserva un document que data de 1666-1678 i ja esmenta el pou de glaç; el document pertany al "Llibre de notaria de Lluís Lluch Asamor" i correspon a la venta d'un hort que hi ha davant del pou, d'aquesta manera el situa on s'ha localitzat.
Pels treballs arqueològics realitzats es pot datar el pou pels volts de 1500. Al període de 1700 es van fer una sèrie de modificacions en les galeries i en els accessos.
Al segle xix, el gel artificial s'introdueix a Catalunya i el comerç del gel natural decau, així que és probable que en aquest moment el pou de Solsona fos oblidat.
A principis del segle XXI es va excavar la zona del pou i es va realitzar un projecte de musealització de les restes trobades.